# Pherocera flavipes
Pherocera flavipes är en tvåvingeart som beskrevs av Cole 1923. Pherocera flavipes ingår i släktet Pherocera och familjen stilettflugor. Inga underarter finns listade i Catalogue of Life.